# Mostelle
Phycis phycis
Espèce
La Mostelle ou Mostelle de roche (Phycis phycis), est une espèce de poissons marins de la famille des Gadidae et de la sous-famille des Phycinae.
C'est une espèce carnassière qui vit dans des cavités rocheuses, excellent comestible, assez commune en Méditerranée, mais aussi en Atlantique Est, du Golfe de Gascogne (où elle est toutefois assez rare) jusqu'au Cap-Vert.

## Description
On reconnaît Phycis phycis au barbillon présent sous son menton et à son corps allongé. Elle dispose de 2 nageoires dorsales, une petite au niveau de la nageoire pectorale et une longue qui débute à la fin de la nageoire pectorale et qui se poursuit jusqu'à la nageoire caudale. Une nageoire anale suit de façon symétrique la nageoire dorsale, bien qu'un peu plus courte. Sous la tête, derrière les branchies, se trouvent 2 nageoires pelviennes se présentant sous la forme d'un rayon fendu en 2.
- Taille maximale connue : 65 cm
- Taille moyenne : 30 cm
- Poids maximal connu : 3,9 kg[1]

### Confusions possibles
La mostelle peut être confondue avec d'autres gadidés tels que :
- Le phycis de fond (Phycis blennoides) : aussi appelé "mostelle de fond", cette espèce se différencie de Phycis phycis par sa première nageoire dorsale environ 2 fois plus haute que la seconde, alors que celles de Phycis phycis sont de hauteur sensiblement égales. Les nageoires pelviennes sont également bien plus longues et dépassent l'origine de la nageoire anale. De plus, les nageoires dorsales ainsi que la nageoire anale présentent une bordure noire.
- Les motelles (Gaidropsarus sp.) : outre le nom vernaculaire similaire, les motelles disposent de 2 barbillons supplémentaires sur le dessus de la tête, près des narines. Leur corps est également plus allongé.

Espèces du genre proche Gaidropsarus
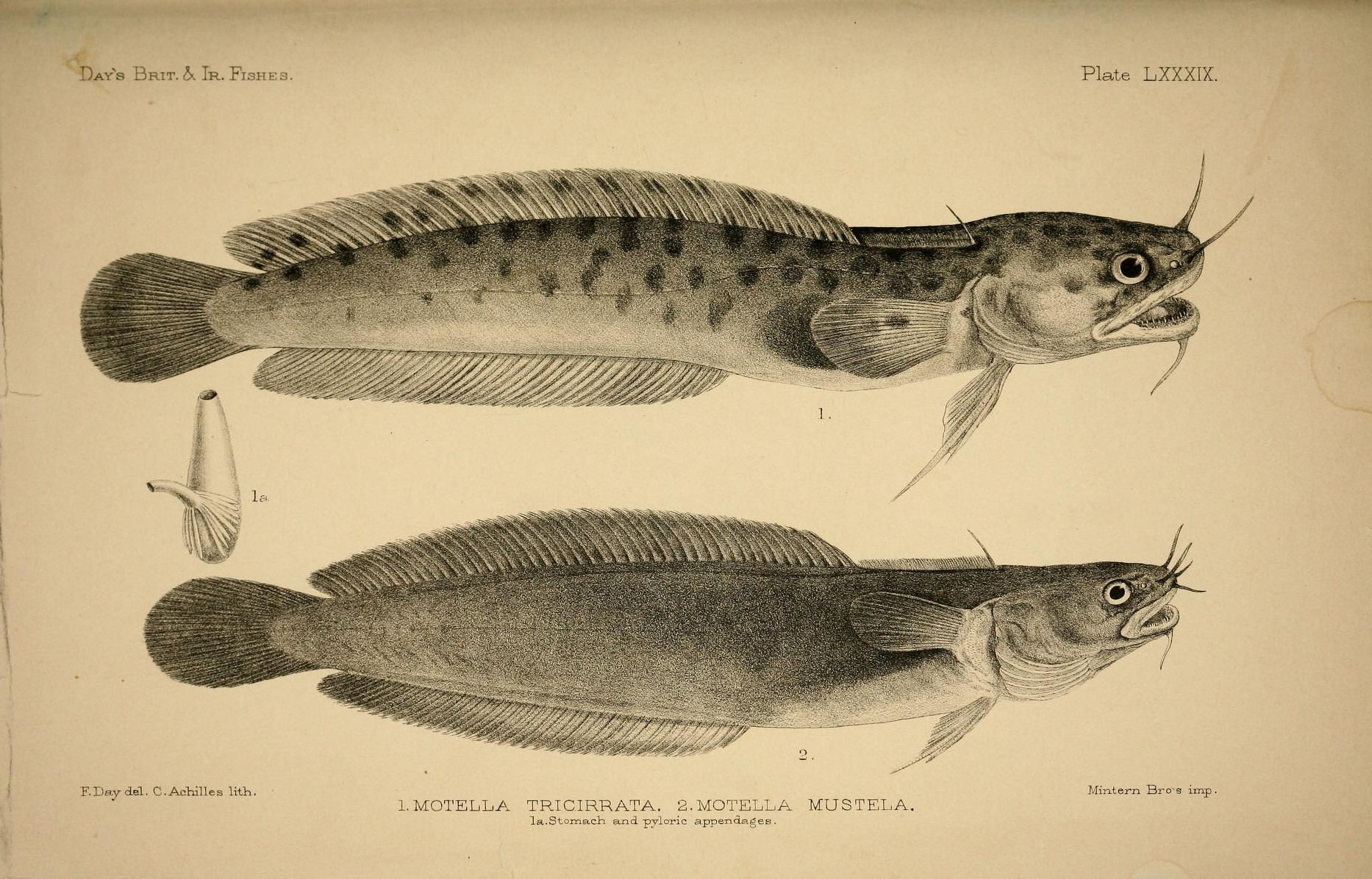
Deux espèces du genre Gaidropsarus. Outre la peau tachetée de la première, les 2 barbillons supérieurs laissent peu de doute quant à leur identification.

## Répartition
On trouve la Mostelle dans l'Atlantique est, du Golfe de Gascogne (rare) jusqu'au Cap-Vert, en passant par la mer Méditerranée.

## Habitat

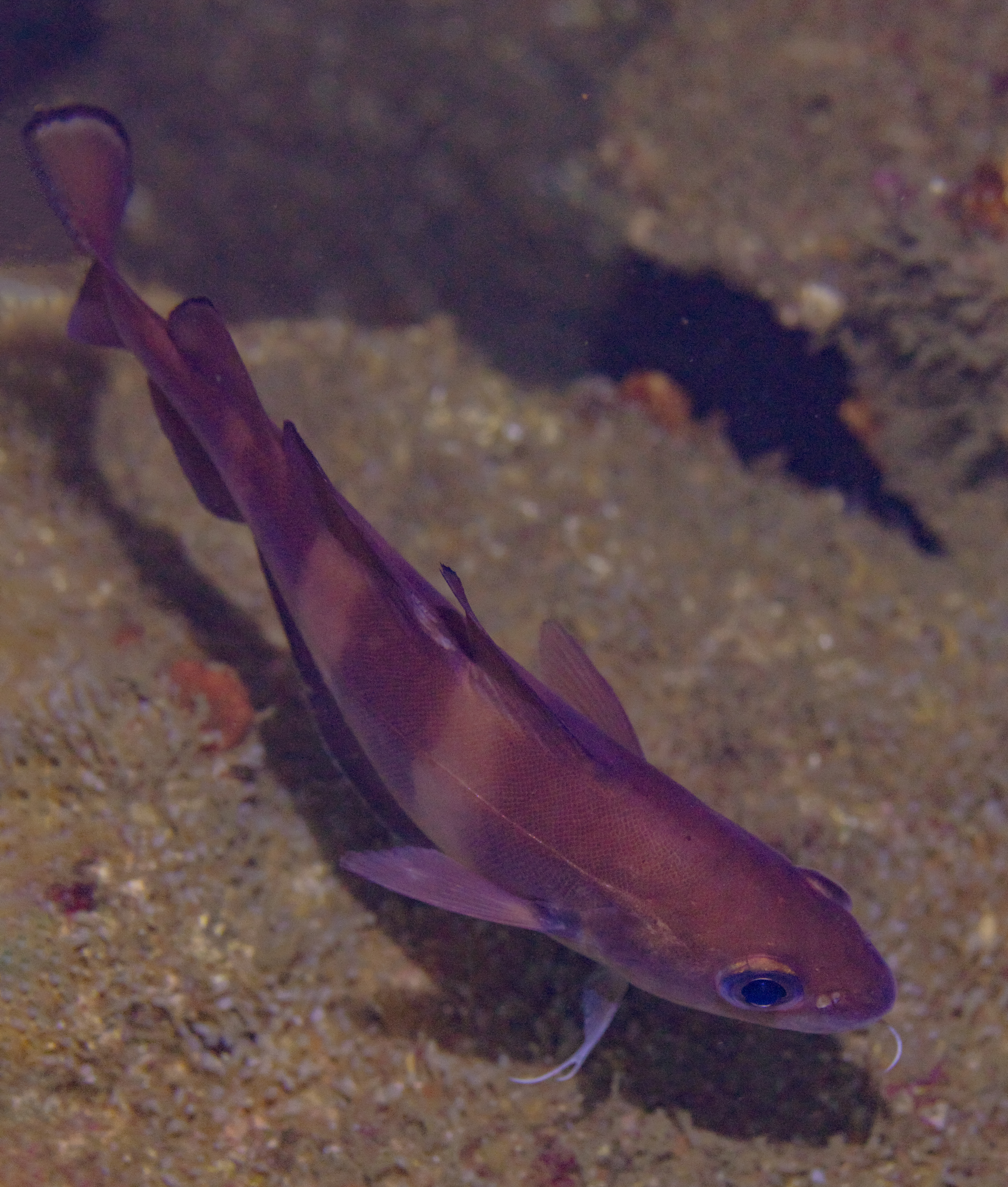
Exemplaire des côtes du Portugal

C'est un poisson benthopélagique, c'est-à-dire qu'il vit près du fond. Il affectionne les fonds rocheux et les anfractuosités dans lesquelles il peut se cacher. C'est un poisson principalement nocturne, très mobile de nuit, lorsque la recherche de proies le nécessite.
Phycis phycis est fréquent de 100 à 200 mètres de profondeur, bien qu'il soit présent jusqu'à plus de 600 mètres de profondeur.

## Alimentation
Son régime alimentaire se compose de poissons et de divers invertébrés.

## Reproduction
Le frai a lieu de janvier à mai.

## Intérêt commercial
Sa chair délicate en fait un poisson recherché des pêcheurs et des chasseurs sous-marins. Cette espèce ne présente cependant pas un intérêt commercial important, bien qu'elle soit appréciée localement.